# Thomas Graves, 1. Baron Graves

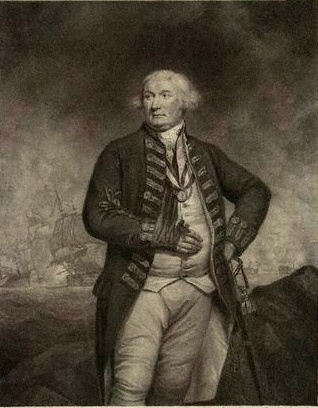
Thomas Graves, 1. Baron Graves (Gemälde von Francesco Bartolozzi nach einem Stich von James Northcote, nach 1794)

Thomas Graves, 1. Baron Graves KB (* 23. Oktober 1725 in Thanckes, Cornwall; † 9. Februar 1802 in Cadhay, Devon) war ein britischer Admiral im Amerikanischen Unabhängigkeitskrieg und in den Revolutionskriegen. Außerdem war er zeitweise Gouverneur von Neufundland.

## Leben
Graves wurde als zweiter von drei Söhnen des Kapitäns und späteren Rear-Admiral der Royal Navy Thomas Graves geboren. Er trat um 1739 in die Navy ein und nahm an King George’s War teil, unter anderem an Fahrten nach Neufundland und 1741 dem Angriff auf Cartagena (Kolumbien). 1743 wurde er zum Lieutenant befördert und 1755 zum Captain. Er diente im Siebenjährigen Krieg (1756–1763) und war von 1761 bis 1764 Gouverneur (Commodore-Governor) der Kolonie Neufundland.
Im Amerikanischen Unabhängigkeitskrieg löste er 1781 Mariot Arbuthnot als Befehlshaber des Nordamerika-Geschwaders ab. Im September desselben Jahres unterlag sein Geschwader der französischen Flotte unter dem Befehl von Admiral de Grasse in der Seeschlacht von Chesapeake, was wesentlich zur Kapitulation der britischen Südarmee des Generals Cornwallis in Yorktown beitrug. Nach der Schlacht von Les Saintes im April 1782 sollte er mit einer Flotte aus hauptsächlich gekaperten Schiffen nach England zurücksegeln, verlor aber viele davon in einem Sturm vor Neufundland.
1787 wurde Graves zum Vice-Admiral befördert und war nach Ausbruch des Krieges mit Frankreich 1793 stellvertretender Befehlshaber der Kanalflotte unter Lord Howe. In der Seeschlacht am 13. Prairial 1794 (Glorious First of June) war er als stellvertretender Kommandeur der Flotte der Briten. Wegen einer in der Schlacht erlittenen Verletzung schied er aus dem aktiven Dienst aus. Für seine Verdienste insbesondere in dieser Schlacht wurde er am 24. Oktober 1794 als Baron Graves, of Gravesend in the County of Londonderry, in den erblichen irischen Adelsstand erhoben und zum Admiral befördert. 1801 wurde er als Knight Companion des Order of the Bath ausgezeichnet. Seine letzten Jahre verbrachte er auf dem Familiensitz seiner Frau in Devon.